# 24 км (зупинний пункт, Лиманська дирекція Донецької залізниці)
24 км — пасажирський залізничний зупинний пункт Лиманської дирекції Донецької залізниці на лінії Ступки — Краматорськ між станціями Краматорськ (24 км) та Часів Яр (6 км). Розташований між селом Віролюбівка та селищем Стінки, Краматорського району Донецької області.
Пасажирське сполучення не здійснюється з 2014 року.